# ピーセズ・オブ・ザ・サン
『ピーセズ・オブ・ザ・サン』（Pieces of the Sun）は、アメリカ合衆国のミュージシャン、トニー・レヴィンが2002年に発表した、ソロ名義では3作目のスタジオ・アルバム。

## 背景
「ドッグ・ワン」はピーター・ガブリエルの未発表曲で、ジェシー・グレス、ジェリー・マロッタ、レヴィンの順にリード・ボーカルを分担している。「フォボス」は、ラリー・ファストが「シナジー」名義で1978年に発表した曲の再演である。

## 評価
収録曲「アポロ」は、第45回グラミー賞において最優秀ロック・インストゥルメンタル・パフォーマンス賞にノミネートされた。
Jonathan Widranはオールミュージックにおいて5点満点中4点を付け「キング・クリムゾン風の曲、現代的なインストゥルメンタル、それにレヴィンにしか想像し得ない宇宙的な広がりを持つ音風景といった、激しく、極めてダイナミックで、感情の変化に富んだ曲が並ぶ」と評している。また、『CDジャーナル』のミニ・レビューでは「ベーシストのリーダー・アルバムだけにリズムが過激だが、美しいメロディの曲もあり、トニーの豊かな音楽性がわかる」と評されている。

## 収録曲
特記なき楽曲はトニー・レヴィン作。
1. "Apollo" - 6:49
2. "Geronimo" (Tony Levin, Larry Fast, Jesse Gress, Jerry Marotta) - 3:11
3. "Aquafin" - 5:13
4. "Dog One" (Peter Gabriel) - 5:15
5. "Tequila" (T. Levin, Chuck Rio) - 5:20
6. "Pieces of the Sun" (T. Levin, J. Marotta) - 7:20
7. "Phobos" (L. Fast) - 7:08
8. "Ooze" - 4:16
9. "Blue Nude Reclining" (T. Levin, L. Fast, J. Gress, J. Marotta) - 3:08
10. "The Fifth Man" - 5:47
11. "Ever the Sun Will Rise" - 9:08
12. "Silhouette" - 4:37

### 日本盤CD (PCCY-01565)
1. ピーセズ・オブ・ザ・サン（日本盤ヴァージョン） - "Pieces of the Sun" (T. Levin, J. Marotta) - 7:19
2. シルエット - "Silhouette" - 4:29
3. ドッグ・ワン - "Dog One" (P. Gabriel) - 5:13
4. アポロ - "Apollo" - 7:38
5. テキーラ - "Tequila" (T. Levin, C. Rio) - 5:12
6. ブルー・ヌード・リクライニング - "Blue Nude Reclining" (T. Levin, L. Fast, J. Gress, J. Marotta) - 3:09
7. フォボス - "Phobos" (L. Fast) - 7:19
8. ウーズ - "Ooze" - 4:13
9. ザ・フィフス・マン（日本盤ヴァージョン） - "The Fifth Man" - 6:18
10. ヘリオス - "Helios" - 4:12
11. ジェロニモ - "Geronimo" (T. Levin, L. Fast, J. Gress, J. Marotta) - 3:10
12. アクアフィン - "Aquafin" - 5:14
13. エヴァー・ザ・サン・ウィル・ライズ - "Ever the Sun Will Rise" - 9:07

## 参加ミュージシャン
- トニー・レヴィン - ボーカル(on "Dog One", "Tequila")、ベース、スティック、オムニコード、チェロ、ギター
- ジェシー・グレス - ボーカル(on "Dog One", "Tequila")、ギター
- ラリー・ファスト - ボーカル(on "Tequila")、シンセサイザー("Ooze"を除く全曲)
- ジェリー・マロッタ - ボーカル(on "Dog One", "Tequila")、ドラムス、パーカッション、アコースティック・ギター、オムニコード、サクソフォーン
- カリフォルニア・ギター・トリオ（バート・ラムズ、森谷英世、ポール・リチャーズ） - アコースティック・ギター(on "Apollo")